# Eurovision Song Contest 1996

Länder som deltog i finalen.
Länder som inte tog sig till final.
Länder som tävlat förut men inte deltog 1996.

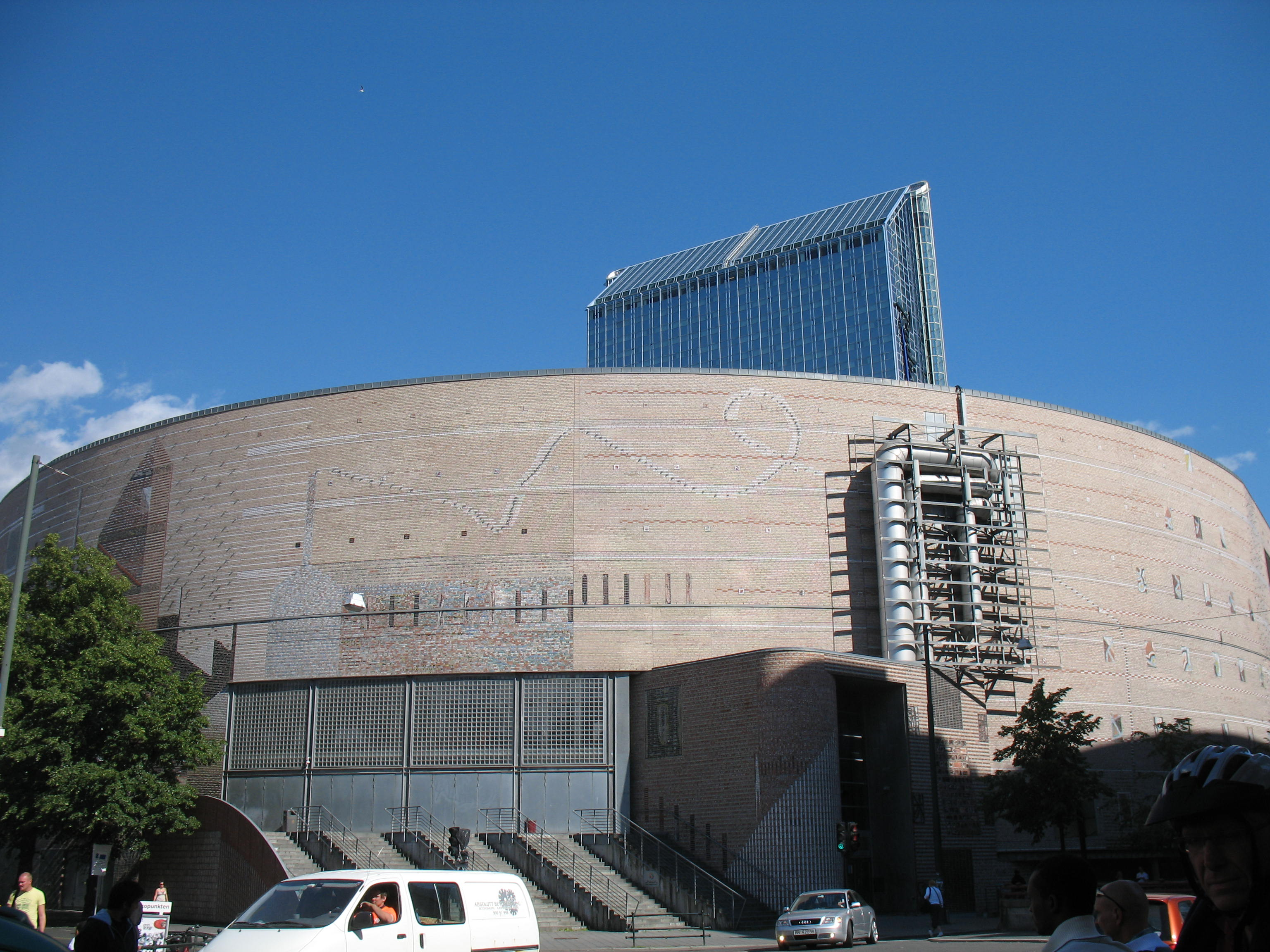
Eurovision Song Contest 1996 hölls i arenan "Oslo Spektrum" i Oslo, Norge

Eurovision Song Contest 1996 sändes från NRK Oslo Spektrum i Oslo, Norge den 18 maj 1996 i och med att Norge hade vunnit året före med Secret Gardens "Nocturne". Programledare var Ingvild Bryn och Morten Harket. Vinnare blev Irlands bidrag "The Voice" som framfördes av Eimear Quinn. 
Mellan varje bidrag visades videovykort med artisterna i Norge då en myndighetsperson, i en del fall landets statsminister/president, önskade landet lycka till på hemspråket, i Sveriges fall gjordes det av statsminister Göran Persson. 
I och med att många länder ville vara med i tävlingen provade EBU ett nytt sätt att kvalificera bidragen till årets upplaga. Norge var direktkvalificerat tack vare vinsten året innan. En hemlig omröstning med jurygrupper från alla deltagande länder utsåg de 22 andra finalbidragen. Jurymedlemmarna fick inte se något framträdande utan endast lyssna till studioinspelningarna av bidragen. Resultatet var menat att förbli hemligt men läckte ut till finalkvällen (se nedan). Svenska One More Time hade vunnit omröstningen stort vilket gjorde dem till stora förhandsfavoriter. Uttagningsprocessen mötte motstånd då flera länder som inte tog sig vidare hade lagt mycket pengar på den nationella uttagningen och nu inte fick visa upp sitt bidrag internationellt. Tyskland uteblev från finalen för första och hittills enda gången då deras Planet of Blue inte tog sig vidare. Processen har sedan dess aldrig förekommit. 
Förbundsrepubliken Jugoslavien ville delta med titeln Rastanak sångerskan Maja Odžaklijevska. Dock var landet fortfarande uteslutet från tävlingen på grund av kriget i före detta Jugoslavien.

## Kvalificeringsomgången
Länder i fetstil kvalificerade sig till finalen. Numren inom parentes betyder poängen jurygrupperna gav länderna. 
 
Finland och Ungern fick lika många poäng, men Finland gick vidare på att de fick flest antal högsta poäng. 

1.  Sverige (227) 

2.  Irland (198) 

3.  Storbritannien (153) 

4.  Malta (138) 

5.  Estland (106) 

6.  Österrike (80) 

7.  Turkiet (69) 
 
8.  Schweiz (67) 

9.  Nederländerna (63) 

10.  Island (59) 

11.  Frankrike (55) 

12.  Belgien (45) 

12.  Grekland (45) 

14.  Spanien (43) 

15.  Polen (42) 

15.  Cypern (42) 

17.  Slovakien (36) 

18.  Portugal (32) 

19.  Kroatien (30) 

19.  Slovenien (30) 

21.  Bosnien och Hercegovina (29) 

22.  Finland (26) 
 
23.  Ungern (26) 

24.  Tyskland (24) 

25.  Danmark (22) 

26.  Ryssland (14) 

26.  Makedonien (14) 

28.  Israel (12) 

29.  Rumänien (11) 

## Bidragen
| Nr | Land                    | Artist                              | Sång                             | Placering | Poäng |
| -- | ----------------------- | ----------------------------------- | -------------------------------- | --------- | ----- |
| 1  | Turkiet                 | Şebnem Paker                        | Beşinci mevsim                   | 12        | 57    |
| 2  | Storbritannien          | Gina G                              | Ooh Aah… Just a Little Bit       | 8         | 77    |
| 3  | Spanien                 | Antonio Carbonell                   | ¡Ay, qué deseo!                  | 20        | 17    |
| 4  | Portugal                | Lúcia Moniz                         | O meu coracão não tem cor        | 6         | 92    |
| 5  | Cypern                  | Constantinos Christoforou           | Mono gia mas                     | 9         | 72    |
| 6  | Malta                   | Miriam Christine                    | In a Woman's Heart               | 10        | 68    |
| 7  | Kroatien                | Maja Blagdan                        | Sveta ljubav                     | 4         | 98    |
| 8  | Österrike               | George Nussbaumer                   | Weil's dr guat got               | 10        | 68    |
| 9  | Schweiz                 | Kathy Leander                       | Mon cœur l'aime                  | 16        | 22    |
| 10 | Grekland                | Marianna Efstratiou                 | Emis forame to himona anixiatika | 14        | 36    |
| 11 | Estland                 | Ivo Linna & Maarja-Liis Ilus        | Kaelakee hääl                    | 5         | 94    |
| 12 | Norge                   | Elisabeth Andreassen                | I evighet                        | 2         | 114   |
| 13 | Frankrike               | Dan Ar Braz & l'Héritage des Celtes | Diwanit bugale                   | 19        | 18    |
| 14 | Slovenien               | Regina                              | Dan najlepsih sanj               | 21        | 16    |
| 15 | Nederländerna           | Maxine & Franklin Brown             | De eerste keer                   | 7         | 78    |
| 16 | Belgien                 | Lisa del Bo                         | Liefde is een kaartspel          | 16        | 22    |
| 17 | Irland                  | Eimear Quinn                        | The Voice                        | 1         | 162   |
| 18 | Finland                 | Jasmine                             | Niin kaunis on taivas            | 23        | 9     |
| 19 | Island                  | Anna Mjöll Ólafsdóttir              | Sjúbídú                          | 13        | 51    |
| 20 | Polen                   | Kasia Kowalska                      | Chcę znać swój grzech            | 15        | 31    |
| 21 | Bosnien och Hercegovina | Amila Glamočak                      | Za našu ljubav                   | 22        | 13    |
| 22 | Slovakien               | Marcel Palonder                     | Kým nás más                      | 18        | 19    |
| 23 | Sverige                 | One More Time                       | Den vilda                        | 3         | 100   |

### Icke-kvalificerade länder
- Ungern, Gjon Delhusa - Fortuna (Tur)
- Tyskland, Leon Blauer - Planet of Blue (Den blå planeten)
- Danmark, Dorthe Andersen & Martin Loft - Kun med dig (Bara med dig)
- Ryssland, Andrej Kosinskij - Ja eto ja (Я это я (Jag är den jag är))
- Makedonien, Kaliopi - Samo ti (Само ти (Bara du))
- Israel, Galit Bell - Shalom olam (שלום עולם (Hej världen))
- Rumänien, Monica Anghel & Sincron - Ruga pentru pacea lumii (Bön för världsfred)

## Omröstningen
För första och hittills enda gången i tävlingens historia pågick omröstningen i en så kallad virtuell verklighet. Programledaren Ingvild Bryn befann sig i ett stort tomt utrymme som med hjälp av bluescreen-teknik fylldes med en datoranimerad omgivning som visade en rörlig resultattavla, flygande skärmar med varje lands röstavlämnare och en vy in till Green Room där artisterna befann sig under omröstningen.
Omröstningen var till en början spännande, men detta avmattades efter hand. Irland tog ledningen, som delades med Cypern efter andra omgången. Malta tog över i tredje omgången, sedan av Kroatien fram till nionde omgången då Irland tog över på nytt. Härifrån blev det en promenadseger för Irland som gick ifrån och till sist vann med 48 poäng före Norge. Norge representerades av Elisabeth Andreassen med sången I evighet.
Det inträffade ett missöde under omröstningen. Spanien gav sex poäng till Nederländerna, men när detta gjordes sa presentatören "Holland" vilket mera lät som "Poland". Därmed hamnade poängen fel, vilket dröjde flera månader innan det upptäcktes. Senast ett liknande misstag inträffade var under den sista röstomgången 1977. 
När Norge gav sina två poäng till Finland började publiken jubla, då landet inte hade några tidigare poäng.
| Startordning | Startordning        | Röster | Röster | Röster | Röster | Röster | Röster | Röster | Röster | Röster | Röster | Röster | Röster | Röster | Röster | Röster | Röster | Röster | Röster | Röster | Röster | Röster | Röster | Röster | Röster |
| Startordning | Startordning        | Totalt | TR     | UK     | ES     | PT     | CY     | MT     | HR     | AT     | CH     | GR     | EE     | NO     | FR     | SI     | NL     | BE     | IE     | FI     | IS     | PL     | BA     | SK     | SE     |
| ------------ | ------------------- | ------ | ------ | ------ | ------ | ------ | ------ | ------ | ------ | ------ | ------ | ------ | ------ | ------ | ------ | ------ | ------ | ------ | ------ | ------ | ------ | ------ | ------ | ------ | ------ |
| Bidrag       | Turkiet             | 57     |        | 6      | 8      | -      | -      | 10     | 1      | -      | 6      | -      | -      | -      | 4      | -      | 7      | 5      | -      | 5      | -      | -      | 5      | -      | -      |
| Bidrag       | Storbritannien      | 77     | 3      |        | -      | 12     | 1      | 6      | 7      | 3      | 4      | -      | 2      | -      | 8      | -      | -      | 12     | 3      | -      | 4      | -      | -      | 6      | 6      |
| Bidrag       | Spanien             | 17     | -      | -      |        | -      | 2      | 5      | 4      | -      | -      | 6      | -      | -      | -      | -      | -      | -      | -      | -      | -      | -      | -      | -      | -      |
| Bidrag       | Portugal            | 92     | 5      | 2      | -      |        | 12     | -      | 10     | 1      | 10     | 5      | -      | 12     | 5      | -      | 6      | 6      | -      | 3      | 10     | -      | 1      | -      | 4      |
| Bidrag       | Cypern              | 72     | -      | 12     | 7      | 3      |        | 2      | 8      | 2      | 5      | 12     | -      | -      | 2      | -      | -      | -      | 1      | 6      | -      | -      | -      | 10     | 2      |
| Bidrag       | Malta               | 68     | 10     | -      | 10     | -      | -      |        | 12     | -      | -      | 8      | -      | 1      | -      | 4      | -      | -      | -      | -      | -      | 6      | -      | 12     | 5      |
| Bidrag       | Kroatien            | 98     | 8      | 4      | 5      | 10     | 8      | 7      |        | -      | 1      | 1      | 6      | 7      | -      | 3      | 5      | 4      | 6      | -      | 5      | 2      | 10     | 5      | 1      |
| Bidrag       | Österrike           | 68     | 4      | -      | -      | 5      | -      | 12     | -      |        | -      | 2      | 7      | -      | 12     | 1      | -      | -      | 8      | -      | -      | 8      | 6      | 3      | -      |
| Bidrag       | Schweiz             | 22     | -      | 3      | -      | -      | -      | -      | -      | -      |        | -      | -      | -      | -      | 2      | 4      | 2      | 4      | 4      | 3      | -      | -      | -      | -      |
| Bidrag       | Grekland            | 36     | -      | 7      | -      | -      | 10     | 1      | -      | -      | 2      |        | -      | 3      | -      | -      | 1      | -      | -      | -      | -      | 1      | -      | 8      | 3      |
| Bidrag       | Estland             | 94     | -      | 10     | 4      | -      | 7      | -      | -      | 5      | -      | -      |        | 8      | 1      | 8      | 3      | -      | 2      | 12     | 12     | 10     | -      | -      | 12     |
| Bidrag       | Norge               | 114    | 2      | 8      | -      | 2      | 3      | -      | 5      | 8      | 7      | -      | 5      |        | 7      | 10     | 10     | 8      | 7      | 7      | 8      | 4      | 3      | -      | 10     |
| Bidrag       | Frankrike           | 18     | -      | 1      | -      | 1      | -      | -      | -      | -      | -      | -      | 3      | 4      |        | -      | -      | 7      | -      | 2      | -      | -      | -      | -      | -      |
| Bidrag       | Slovenien           | 16     | -      | -      | 1      | -      | -      | -      | 6      | -      | -      | -      | -      | -      | -      |        | -      | -      | -      | -      | 1      | -      | 8      | -      | -      |
| Bidrag       | Nederländerna       | 78     | 1      | -      | 6      | 7      | 5      | -      | -      | 12     | 3      | -      | 4      | -      | 10     | 5      |        | 1      | 5      | -      | 2      | 7      | 2      | -      | 8      |
| Bidrag       | Belgien             | 22     | -      | 5      | 12     | -      | -      | -      | 2      | -      | -      | -      | 1      | -      | -      | -      | 2      |        | -      | -      | -      | -      | -      | -      | -      |
| Bidrag       | Irland              | 162    | 12     | -      | -      | 8      | 6      | 4      | -      | 7      | 12     | 10     | 12     | 10     | 6      | 12     | 12     | 3      |        | 10     | -      | 12     | 12     | 7      | 7      |
| Bidrag       | Finland             | 9      | -      | -      | -      | -      | -      | -      | -      | -      | -      | -      | -      | 2      | -      | -      | -      | -      | -      |        | 7      | -      | -      | -      | -      |
| Bidrag       | Island              | 51     | -      | -      | 3      | 6      | -      | -      | -      | 6      | -      | 3      | 8      | 5      | -      | 6      | -      | -      | 10     | -      |        | 3      | -      | 1      | -      |
| Bidrag       | Polen               | 31     | 7      | -      | -      | -      | 4      | -      | -      | 4      | -      | 7      | -      | -      | -      | -      | -      | -      | -      | -      | -      |        | 7      | 2      | -      |
| Bidrag       | Bosnien-Hercegovina | 13     | 6      | -      | -      | -      | -      | 3      | 3      | -      | -      | -      | -      | -      | -      | -      | -      | -      | -      | 1      | -      | -      |        | -      | -      |
| Bidrag       | Slovakien           | 19     | -      | -      | 2      | -      | -      | 8      | -      | -      | -      | 4      | -      | -      | -      | -      | -      | -      | -      | -      | -      | 5      | -      |        | -      |
| Bidrag       | Sverige             | 100    | -      | -      | -      | 4      | -      | -      | -      | 10     | 8      | -      | 10     | 6      | 3      | 7      | 8      | 10     | 12     | 8      | 6      | -      | 4      | 4      |        |

### 12-poängare
| Antal | Tävlande land  | Länder som gav 12 poäng                                                         |
| ----- | -------------- | ------------------------------------------------------------------------------- |
| 7     | Irland         | Bosnien-Hercegovina, Estland, Nederländerna, Polen, Schweiz, Slovenien, Turkiet |
| 3     | Estland        | Finland, Island, Sverige                                                        |
| 2     | Cypern         | Grekland, Storbritannien                                                        |
| 2     | Malta          | Kroatien, Slovakien                                                             |
| 2     | Portugal       | Cypern, Norge                                                                   |
| 2     | Storbritannien | Belgien, Portugal                                                               |
| 2     | Österrike      | Frankrike, Malta                                                                |
| 1     | Belgien        | Spanien                                                                         |
| 1     | Nederländerna  | Österrike                                                                       |
| 1     | Sverige        | Irland                                                                          |

## Återkommande artister
| Artist               | Land     | Tidigare år | Info                            | Placering |
| -------------------- | -------- | ----------- | ------------------------------- | --------- |
| Mariana Efstratiou   | Grekland | 1989        |                                 | 9:e plats |
| Elisabeth Andreassen | Norge    | 1982        | Som medlem i Chips, för Sverige | 8:e plats |
| Elisabeth Andreassen | Norge    | 1985        | Som medlem i Bobbysocks         | 1:a plats |
| Elisabeth Andreassen | Norge    | 1994        | Som duett med Jan Werner        | 6:e plats |